# Ski alpin aux Jeux olympiques de 2014 - Super G femmes
Navigation
Vancouver 2010 Pyeongchang 2018
Le super G féminin des Jeux olympiques d'hiver de 2014 a eu lieu le 15 février 2014 dans le centre alpin de Rosa Khutor à Krasnaïa Poliana, en Russie.
Les pistes utilisées pour les compétitions de ski alpin sont conçues par Bernhard Russi, ancien skieur professionnel rattaché à la Fédération internationale de ski. Le parcours aboutit sur une aire d'arrivée devant un stade de 7800 places.
L'épreuve a été remportée par l'Autrichienne Anna Fenninger suivie par l'Allemande Maria Höfl-Riesch puis par sa compatriote autrichienne Nicole Hosp.

## Avant l'épreuve olympique

### Qualifications
Pour les qualifications pour les épreuves aux Jeux olympiques d'hiver de 2014, la Fédération international de ski (FIS) a mis en place un système de qualification en collaboration avec les comités nationaux olympiques. Ces conditions concernent les épreuves de ski alpin, de ski de fond, de saut à ski, du combiné nordique, du ski acrobatique et de snowboard.
Pour l'ensemble des épreuves de ski alpin (descente, Super-G, Slalom, Slalom géant et Super Combiné), la FIS a distribué un maximum de 320 places réparties à l'ensemble des comités olympiques. Chaque comité a pu sélectionner selon les critères jusqu'à 22 athlètes pour l'ensemble des épreuves. Pour chaque épreuve, chaque comité a pu choisir jusqu'à 4 athlètes éligibles.
Deux critères de sélection ont été mis en place par la FIS : les critères de qualification A et les critères de qualification B.
Les critères de qualification A ont permis de rendre éligible les athlètes classés dans le Top 500 du classement FIS de leur discipline respective au 20 janvier 2014. Selon le nombre de points acquis, les athlètes ont pu aussi prévaloir pour une place dans une autre épreuve de ski alpin. Ainsi, par exemple, en obtenant au moins 80 points en Super-G, il était possible pour l'athlète de concourir également en descente.
Les critères de qualification B ont permis aux comités nationaux olympiques qui ne possédaient aucun athlète éligible selon les critères A de pouvoir sélectionner un homme et une femme pour le slalom et le slalom géant. Ces derniers devaient obtenir une moyenne, calculée sur cinq résultats, de 140 points au maximum au classement FIS de leur épreuve respective au 20 janvier 2014. La nation hôte, si elle ne possède aucun athlète éligible, a pu sélectionner un athlète si ce dernier a au moins 80 points aux classements FIS de son épreuve.

### Favorites

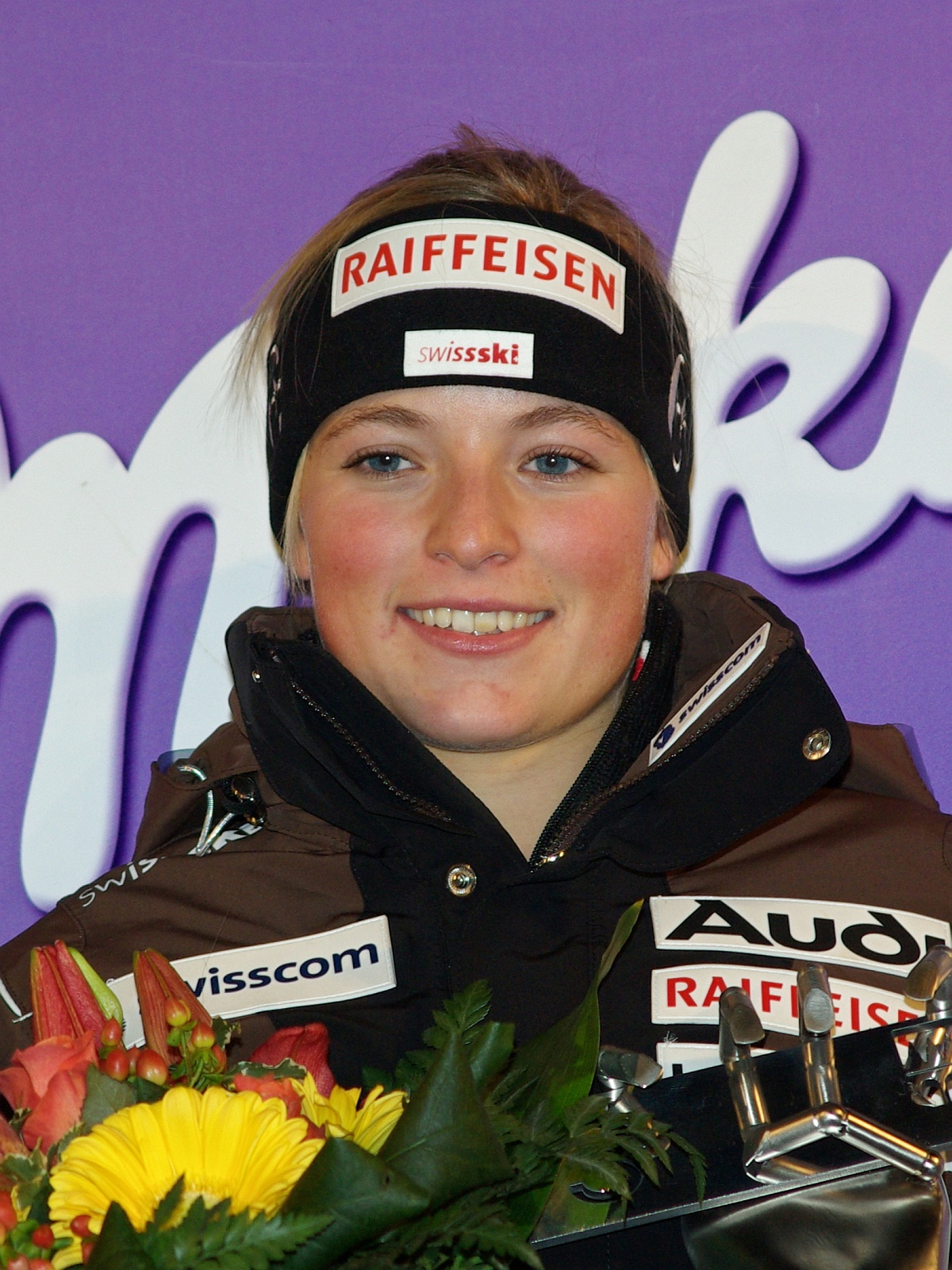
Lara Gut, une des favorites du super G

La situation du classement de la descente en coupe du monde avant les Jeux olympiques d'hiver de 2014 a montré un certain équilibre entre les différentes favorites. À la suite du renoncement aux Jeux d'hiver de la favorite Lindsey Vonn pour cause de blessure, six à sept skieuses auraient pu prétendre à la médaille d'or en Super G.
La seconde favorite a devoir renoncé à la course est la  skieuse liechtensteinoise de 24 ans,Tina Weirather. Déjà forfait pour la descente, elle doit renoncer aux Jeux d'hiver à cause d'une blessure contractée lors d'une chute pendant les entraînements. Elle souffre d'une contusion osseuse à la tête du tibia et doit mettre un terme à sa saison.
Parmi les participantes à la course, d'autres concurrentes se partagent l'étiquette de favorites. En tête du classement du Super G, la Suissesse Lara Gut, qui a remporté trois des cinq courses disputées depuis le début de la saison, faisait figure de grande favorite. Médaillée d'or du super combiné olympique, l'Allemande Maria Hoefl-Riesch, triple championne olympique, figurait également parmi les favorites de l'épreuve. La skieuse slovène Tina Maze, co-victorieuse en descente, était favorite malgré quelques résultats mitigés en Super G. La délégation autrichienne a placé deux skieuses aux avants postes pour cette épreuve. les skieuses Anna Fenninger et Elisabeth Görgl, respectivement 3e et 4e du classement du Super G en Coupe du monde, comptaient également parmi les prétendantes aux médailles. L'Américaine Julia Mancuso s'est rajoutée à la liste des favorites après avoir fini en tête de la descente du super combiné olympique. Enfin, la skieuse suisse Dominique Gisin, co-vainqueur de l'épreuve de descente, a pu prétendre à un rôle d'outsider.

## Calendrier
Le tableau ci-dessous montre les dates pour le déroulement de l'épreuve Super G féminine de ski alpin. Le Super G est une épreuve qui se dispute sans entraînement avant la course,.
| Calendrier des épreuves de ski alpin | Calendrier des épreuves de ski alpin | Calendrier des épreuves de ski alpin | Calendrier des épreuves de ski alpin | Calendrier des épreuves de ski alpin | Calendrier des épreuves de ski alpin | Calendrier des épreuves de ski alpin | Calendrier des épreuves de ski alpin | Calendrier des épreuves de ski alpin | Calendrier des épreuves de ski alpin | Calendrier des épreuves de ski alpin | Calendrier des épreuves de ski alpin | Calendrier des épreuves de ski alpin | Calendrier des épreuves de ski alpin | Calendrier des épreuves de ski alpin | Calendrier des épreuves de ski alpin | Calendrier des épreuves de ski alpin | Calendrier des épreuves de ski alpin | Calendrier des épreuves de ski alpin | Calendrier des épreuves de ski alpin |
| Février 2014                         | Février 2014                         | 6                                    | 7                                    | 8                                    | 9                                    | 10                                   | 11                                   | 12                                   | 13                                   | 14                                   | 15                                   | 16                                   | 17                                   | 18                                   | 19                                   | 20                                   | 21                                   | 22                                   | 23                                   |
| ------------------------------------ | ------------------------------------ | ------------------------------------ | ------------------------------------ | ------------------------------------ | ------------------------------------ | ------------------------------------ | ------------------------------------ | ------------------------------------ | ------------------------------------ | ------------------------------------ | ------------------------------------ | ------------------------------------ | ------------------------------------ | ------------------------------------ | ------------------------------------ | ------------------------------------ | ------------------------------------ | ------------------------------------ | ------------------------------------ |
| Femmes                               | Super G                              |                                      |                                      |                                      |                                      |                                      |                                      |                                      |                                      |                                      |                                      |                                      |                                      |                                      |                                      |                                      |                                      |                                      |                                      |

|  | Entraînement      |
|  | Jour de l'épreuve |

## Médaillées
| Or                   | Argent                  | Bronze            |
| Anna Fenninger (AUT) | Maria Höfl-Riesch (GER) | Nicole Hosp (AUT) |

## Résultats

### Résumé de l'épreuve

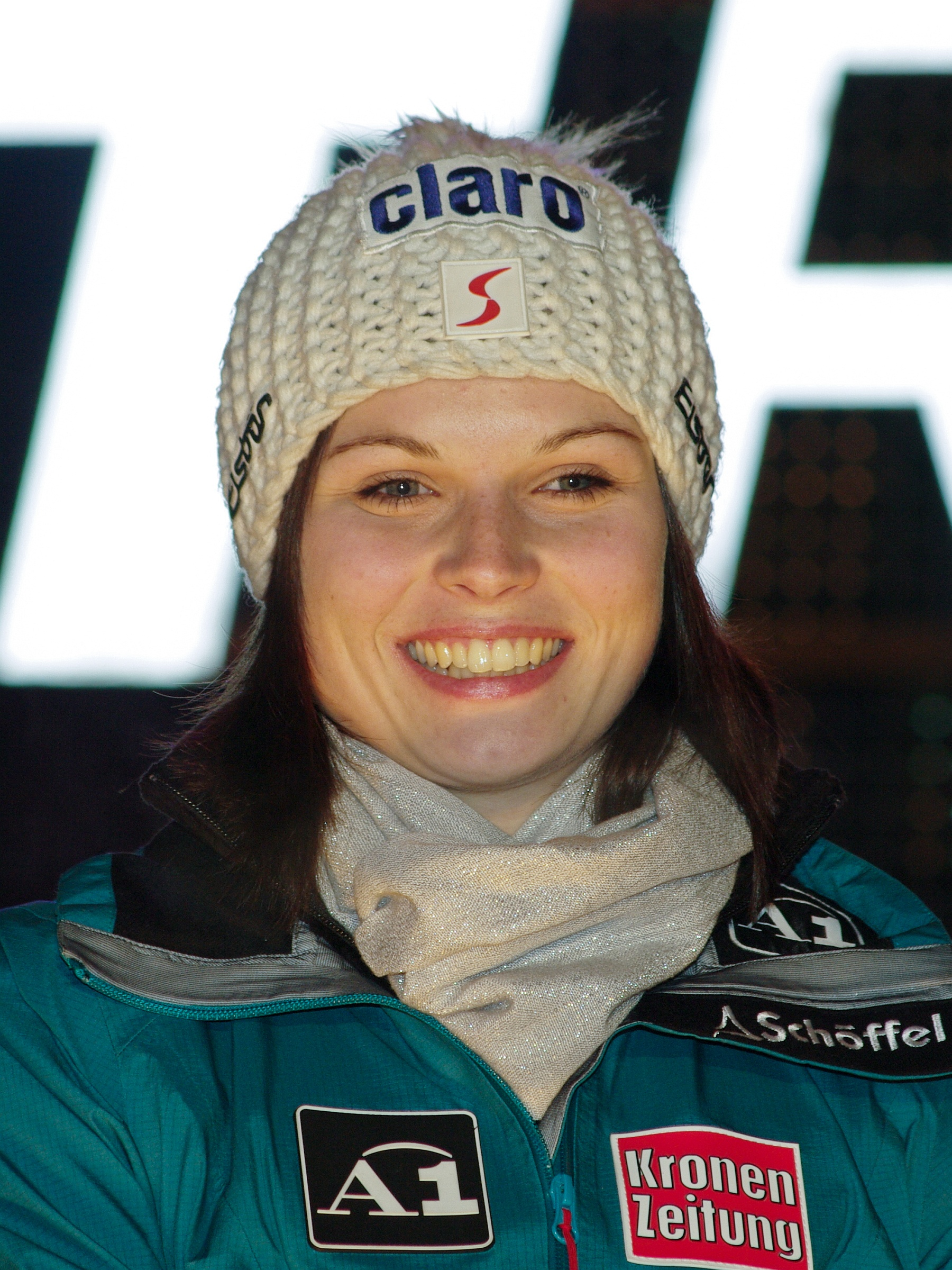
Anna Fenninger, vainqueur du Super G des Jeux olympiques d'hiver de 2014.

L'épreuve de descente se déroule le 15 février 2014 et a débuté à 11 heures. Elles sont 49 skieuses à concourir au lieu de 50. Une prétendante aux médailles, la Liechtensteinoise Tina Weirather a décidé de déclarer forfait à la suite de sa blessure lors d'une chute pendant les entraînements de descente.
Depuis quelques jours, la météo est clémente à Sotchi et les températures élevées ont rendu la piste très glissante et difficilement praticable.
La première skieuse à s'élancer est l'Espagnole Carolina Ruiz Castillo. Elle chute dès les premières portes. La seconde participante, Leanne Smith signe un premier temps de référence en 1:28.38. Les 6 concurrentes suivantes, dont figurent parmi les outsiders, l'Italienne Daniela Merighetti, 4e en descente, la Canadienne Marie-Michèle Gagnon et la Française Marie Marchand-Arvier, vice-championne du monde du Super-G en 2009, ne terminent pas leur course à cause d'erreurs ou de chutes. La skieuse suisse Fabienne Suter est la deuxième skieuse à terminer la course avec une avance de 1.49 sur Leanne Smith. L'Italienne Nadia Fanchini, avec le dossard 10. s’intercale au classement entre les deux skieuses. Dominique Gisin, co-vainqueur de la descente olympique et qui porte le numéro 11, s'élance mais chute à l'approche de l'arrivée.
Avec le dossard 14, l'Américaine Julia Mancuso, vainqueur de la manche de descente du super combiné olympique, finit à 15 centièmes de la Suissesse. L'Allemande Viktoria Rebensburg termine avec 19 centièmes de retard. La skieuse autrichienne, Nicole Hosp, prend la tête avec 71 centièmes avant le passage de sa compatriote Anna Fenninger. La skieuse de 24 ans est à l'aise sur la piste et termine à la première place provisoire avec 66 centièmes d'avance. Sur le podium en descente, la co-vainqueur Tina Maze et la médaillée de bronze Lara Gut n'arrivent pas à battre le temps de l'Autrichienne. Elisabeth Görgl, championne du monde de descente en 2011, fait une sortie de piste et ne sera donc pas classée sur cette épreuve. Elle est suivie par la favorite et triple championne olympique, Maria Höfl-Riesch. L'Allemande, avec le dossard 22, prend la 2e place provisoire malgré une erreur à mi-parcours. Les dernières skieuses qui peuvent inquiéter le trio de tête sont l'Américaine Stacey Cook, avec le numéro 29, et la Suissesse Fraenzi Aufdenblatten avec le numéro 30. Mais la skieuse américaine ne réussit pas à rester en piste alors que la Suissesse termine à la 6e place provisoire.
Les vingt dernières concurrentes sont des skieuses qui ne concourent pas en coupe du monde et qui n'ont donc normalement pas le niveau pour perturber la hiérarchie.
Anna Fenninger remporte la médaille d'or du Super G. Il s'agit de la première médaille olympique de sa carrière. La médaille d'argent revient à l'Allemande Maria Hoefl-Riesch, à 55 centièmes de la première place. Nicole Hosp complète le podium en terminant à la troisième place à 66 centièmes de la gagnante,.

### Tableau des résultats
DNS — N'a pas commencé
DNF — N'a pas terminé
| Rang                                | Dossard | Athlète                     | Nationalité        | Résultat      | Différence |
| ----------------------------------- | ------- | --------------------------- | ------------------ | ------------- | ---------- |
| Médaille d'or, Jeux olympiques      | 18      | Anna Fenninger              | Autriche           | 1 min 25 s 52 | —          |
| Médaille d'argent, Jeux olympiques  | 22      | Maria Höfl-Riesch           | Allemagne          | 1 min 26 s 07 | +0 s 55    |
| Médaille de bronze, Jeux olympiques | 16      | Nicole Hosp                 | Autriche           | 1 min 26 s 18 | +0 s 66    |
| 4                                   | 20      | Lara Gut                    | Suisse             | 1 min 26 s 25 | +0 s 73    |
| 5                                   | 19      | Tina Maze                   | Slovénie           | 1 min 26 s 28 | +0 s 76    |
| 6                                   | 30      | Fränzi Aufdenblatten        | Suisse             | 1 min 26 s 79 | +1 s 27    |
| 7                                   | 9       | Fabienne Suter              | Suisse             | 1 min 26 s 89 | +1 s 37    |
| 8                                   | 14      | Julia Mancuso               | États-Unis         | 1 min 27 s 04 | +1 s 52    |
| 9                                   | 15      | Viktoria Rebensburg         | Allemagne          | 1 min 27 s 08 | +1 s 56    |
| 10                                  | 10      | Nadia Fanchini              | Italie             | 1 min 27 s 20 | +1 s 68    |
| 11                                  | 13      | Regina Sterz                | Autriche           | 1 min 27 s 52 | +2 s 00    |
| 11                                  | 12      | Verena Stuffer              | Italie             | 1 min 27 s 52 | +2 s 00    |
| 13                                  | 23      | Ilka Štuhec                 | Slovénie           | 1 min 27 s 69 | +2 s 17    |
| 14                                  | 24      | Lotte Smiseth Sejersted     | Norvège            | 1 min 27 s 80 | +2 s 28    |
| 15                                  | 35      | Edit Miklós                 | Hongrie            | 1 min 27 s 87 | +2 s 35    |
| 16                                  | 28      | Maruša Ferk                 | Slovénie           | 1 min 28 s 19 | +2 s 67    |
| 17                                  | 33      | Klára Křížová               | République tchèque | 1 min 28 s 30 | +2 s 78    |
| 18                                  | 2       | Leanne Smith                | États-Unis         | 1 min 28 s 38 | +2 s 86    |
| 19                                  | 27      | Ragnhild Mowinckel          | Norvège            | 1 min 28 s 53 | +3 s 01    |
| 20                                  | 31      | Marie-Pier Préfontaine      | Canada             | 1 min 28 s 67 | +3 s 15    |
| 21                                  | 39      | Sara Hector                 | Suède              | 1 min 28 s 71 | +3 s 19    |
| 22                                  | 42      | Barbara Kantorová           | Slovaquie          | 1 min 28 s 91 | +3 s 39    |
| 23                                  | 34      | Chemmy Alcott               | Grande-Bretagne    | 1 min 29 s 14 | +3 s 62    |
| 24                                  | 32      | Elena Yakovishina           | Russie             | 1 min 29 s 38 | +3 s 86    |
| 25                                  | 43      | Katerina Paulathová         | République tchèque | 1 min 30 s 17 | +4 s 65    |
| 26                                  | 40      | Macarena Simari Birkner     | Argentine          | 1 min 31 s 10 | +5 s 58    |
| 27                                  | 50      | Bogdana Matsotska           | Ukraine            | 1 min 31 s 58 | +6 s 06    |
| 28                                  | 47      | Anna Berecz                 | Hongrie            | 1 min 33 s 07 | +7 s 55    |
| 29                                  | 45      | Helga María Vilhjálmsdóttir | Islande            | 1 min 33 s 42 | +7 s 90    |
| 30                                  | 44      | Ania Monica Caill           | Roumanie           | 1 min 33 s 73 | +8 s 21    |
| 31                                  | 49      | Agnese Āboltiņa             | Lettonie           | 1 min 36 s 10 | +10 s 58   |
| –                                   | 17      | Tina Weirather              | Liechtenstein      | DNS           | NC         |
| –                                   | 1       | Carolina Ruiz Castillo      | Espagne            | DNF           | NC         |
| –                                   | 3       | Daniela Merighetti          | Italie             | DNF           | NC         |
| –                                   | 4       | Jessica Lindell-Vikarby     | Suède              | DNF           | NC         |
| –                                   | 5       | Marie-Michèle Gagnon        | Canada             | DNF           | NC         |
| –                                   | 6       | Marie Marchand-Arvier       | France             | DNF           | NC         |
| –                                   | 7       | Laurenne Ross               | États-Unis         | DNF           | NC         |
| –                                   | 8       | Kajsa Kling                 | Suède              | DNF           | NC         |
| –                                   | 11      | Dominique Gisin             | Suisse             | DNF           | NC         |
| –                                   | 21      | Elisabeth Görgl             | Autriche           | DNF           | NC         |
| –                                   | 25      | Larisa Yurkiw               | Canada             | DNF           | NC         |
| –                                   | 26      | Francesca Marsaglia         | Italie             | DNF           | NC         |
| –                                   | 36      | Maria Bedareva              | Russie             | DNF           | NC         |
| –                                   | 37      | Karolina Chrapek            | Pologne            | DNF           | NC         |
| –                                   | 38      | Greta Small                 | Australie          | DNF           | NC         |
| –                                   | 29      | Stacey Cook                 | États-Unis         | DNF           | NC         |
| –                                   | 41      | Maryna Gąsienica-Daniel     | Pologne            | DNF           | NC         |
| –                                   | 46      | Maria Shkanova              | Biélorussie        | DNF           | NC         |
| –                                   | 48      | Kristina Saalová            | Slovaquie          | DNF           | NC         |